# Pomnik Adama Mickiewicza w Szczecinie
Pomnik Adama Mickiewicza – znajduje się w Szczecinie przy placu Mickiewicza, w pobliżu parku im. Stefana Żeromskiego.

## Historia
Dzieło projektu Sławomira Lewińskiego odsłonięte zostało 3 maja 1960 r. z okazji Tysiąclecia Państwa Polskiego. Betonowy posąg przedstawia poetę w pozie zadumanego pielgrzyma, zwrócony jest w kierunku Odry. Na cokole pomnika umieszczono tabliczkę: Adam Mickiewicz. W 1993 r. odnowiony został przez syna autora pomnika - Jakuba Lewińskiego.